# Phasmahyla spectabilis
Phasmahyla spectabilis är en groddjursart som beskrevs av Cruz, Feio och Nascimento 2008. Phasmahyla spectabilis ingår i släktet Phasmahyla och familjen lövgrodor. IUCN kategoriserar arten globalt som otillräckligt studerad. Inga underarter finns listade i Catalogue of Life.